# Oresteia
Orestíada és una òpera en tres actes composta per Serguei Tanéiev sobre un llibret rus de A.A. Wenkstern, basat en l'Orestíada d'Èsquil. S'estrenà al Teatre Mariïnski de Sant Petersburg el 29 d'octubre de 1895.